# Methylidynový radikál
Methylidyn je radikálová organická sloučenina s molekulou skládající se z atomu uhlíku s jedním kovalentně vázaným atomem vodíku. Nahrazením vodíku jinými funkčními skupinami lze od něj odvodit skupinu sloučenin nazývanou karbyny.
Tato molekula je radikálem, protože na uhlíkovém atomu se nachází nespárovaný elektron.
Methylidyn je velmi reaktivní plyn, který se za běžných podmínek rychle rozkládá, ovšem je přítomen v mezihvězdném prostředí.

## Názvosloví
Podle principů substitučního názvosloví se na tuto molekulu pohlíží jako na methan s odebranými třemi atomy vodíku, z čehož plyne systematický název „methylidyn“.
V aditivním názvosloví se s ním pracuje jako s uhlíkovým atomem, na nějž je navázán vodík, podle toho se používá název „hydridouhlík“.

## Struktura

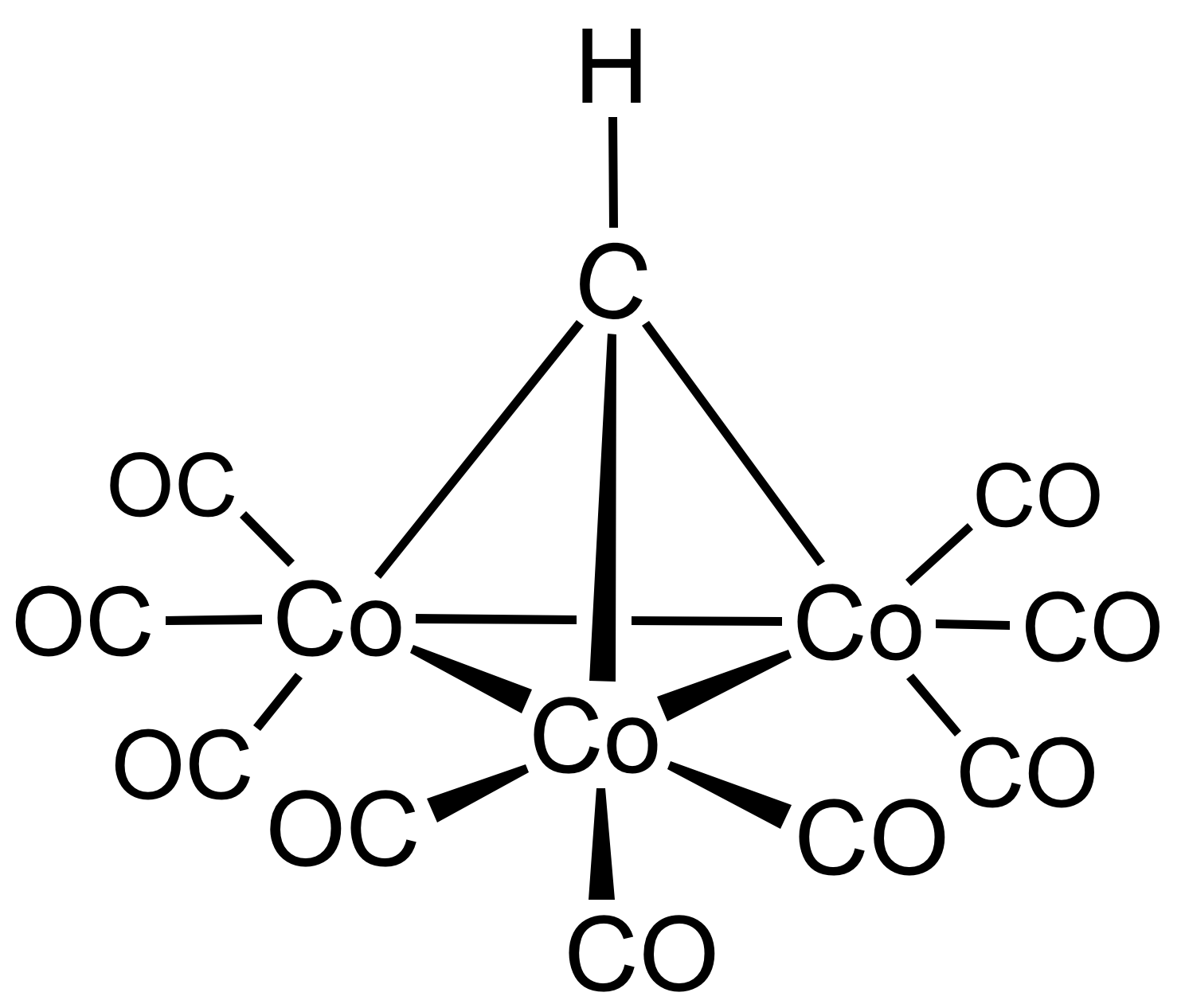
HCCo_{3}(CO)_{9}, komplex kovu obsahující methylidynový ligand

Vzhledem ke svému lichému počtu elektronů je CH radikálem. Základní stav je dublet (X2Π). První dva excitované stavy jsou kvartety (se třemi nespárovanými elektrony) (a4Σ−) a dublet (A2Δ). Kvartet má o 71 kJ/mol vyšší energii než základní stav.
Reakce dubletového radikálu s neradikály mohou být inserční či adiční:
[CH]•(X2Π) + H2O → [CHO]• + H2 / [CH2(OH)]•
zatímco reakce kvartetu obvykle vedou k odštěpování částic:
[CH]3•(a4Σ−) + H2O → CH2 + [HO]•
Methylidyn se může vázat na atomy kovů jako tridentátní ligand a vytvářet tak komplexní sloučeniny; příkladem může být nonakarbonyl methylidyntrikobaltu HCCo3(CO)9.

## Příprava
Methylidyn lze získat z bromoformu.

## Výskyt a reaktivita

### Fischerův–Tropschův meziprodukt
Methylidyn a podobné částice jsou meziprodukty Fischerovy–Tropschovy syntézy, což je hydrogenace oxidu uhelnatého za účelem výroby uhlovodíků. Methylidyny se pravděpodobně vážou na povrch katalyzátoru. Hypotetický řetězec reakcí vypadá takto:
MnCO + ½ H2 → MnCOH
MnCOH + H2 → MnCH + H2O
MnCH + ½ H2 → MnCH2
MnCH meziprodukt je tridentátní methylidinový ligand. Methylenové ligandy (H2C) následně reagují s dalšími methyleny nebo s CO, čímž se uhlíkový řetězec prodlužuje.

### Amfoterita
Methylidynové skupiny mohou fungovat jako Lewisovy kyseliny i zásady.
Tyto vlastnosti jsou vzhledem k nemožnosti přípravy methylidynu předmětem pouze teoretického zájmu.

### V mezihvězdném prostoru
V říjnu 2016 bylo oznámeno, že přítomnost několika látek – methylidynového radikálu ⫶CH a iontů :CH+ a ⫶C+ – je důsledkem působení ultrafialového záření z hvězd a ne jiných mechanismů, jako jsou turbulentní děje související se supernovami a mladými hvězdami, jak se předpokládalo dříve.